# マックス・チャン
マックス・チャン（張晋、Jin Zhang、Max Zhang、John Zhang Jin 1974年5月19日-）は、中華人民共和国重慶市生まれの俳優である。

## 人物・来歴
幼い頃より武術に親しみ、武術愛好家の中学校教師であった父親から武術を教わる。9歳で江北区武術隊に所属したのち、11歳からは四川省武術隊で学んだ。1993年第7回「中華人民共和国全国運動会」の武術で金、97年第8回大会で銀を獲得したのをはじめ、多くの武術大会で優勝している。95年に武英級を受領。
1998年に、香港の著名監督でありアクション監督でもあるユエン・ウーピン率いる「袁家班（ユエン・アクションチーム）」に加入。ウーピンがアクション監督を務めた『グリーン・デスティニー』においてチョウ・ユンファの太極拳指導ならびにミシェル・ヨーとチャン・ツィイーのスタントダブルを、またチャン・イーモウ監督の『HERO』ではドニー・イェンのスタントダブルを担当するなど、スタントマンや武術指導といった裏方としてキャリアをスタートさせた。
2000年には映画『ULTIMATE BATTLE/忍者VS少林寺』で初主演。その後は袁家班としてユエン・チョンヤン（袁祥仁）のアシスタントや、『女帝 ［エンペラー］』でウーピンのもと武術指導として働く傍ら、TVドラマを中心に俳優として地道に活動を続ける。
2004年出演したドラマ『水月洞天（原題）』で共演した香港の女優エイダ・チョイ（蔡少芬）と交際をスタート。2008年1月に結婚し二女児をもうけた。結婚当初すでにスターであったエイダと無名の俳優チャンの組み合わせは「格差婚」とマスコミに揶揄され、常に彼女の夫としての報道が続いた。
大きな転機となったのは2013年に公開されたウォン・カーウァイ監督作の『グランド・マスター』である。この作品で、チャン・ツィイー扮するゴン・ルオメイ（宮若梅）の仇であるマー・サン（馬三）役に抜擢され、第33回香港電影金像奨で助演男優賞を獲得。その受賞の瞬間にはエイダが涙を流す姿がカメラで捕らえられ、スピーチでは、やっと認めてもらえた喜びと、カーウァイ監督、ユエン・ウーピンアクション監督への謝辞、そして失意の日々をともに乗り越えた妻に対する感謝の気持ちを述べている。
以降は、香港・中国合作映画からオファーが相次ぎ、2015年にはトニー・ジャー、ウー・ジンの強敵となる刑務所長役で出演した『ドラゴン×マッハ!』がヒット。続いてドニー・イェンと同門対決を演じた『イップ・マン 継承』がそれを上回る大ヒットとなり、第35回香港電影金像獎では2作でそれぞれ助演男優賞にノミネートされた。
2017年香港公開の『狂獣 欲望の海域』では主役を演じ、
ハリウッドとの米中合作映画『パシフィック・リム: アップライジング』に出演。また『イップ・マン 継承』の張天志役でスピンオフ作品『イップ・マン外伝 マスターZ』も公開された。

## 主な出演作品

### 映画
| 公開年 | 邦題 原題                                                  | 役名                       | 備考                |
| ------ | ---------------------------------------------------------- | -------------------------- | ------------------- |
| 2000   | ULTIMATE BATTLE/忍者VS少林寺 致命密函/魔忍狂刀             | 周孝彥                     |                     |
| 2002   | テラコッタ・ソルジャー 極地皇陵                            | 李軍                       |                     |
| 2004   | 無敵英雄                                                   | 林振聲                     |                     |
| 2005   | カンフー無敵 功夫無敵/天生打手                             | 十四郎                     |                     |
| 2006   | 少林殭屍天極                                               | 趙俊                       |                     |
| 2007   | 拳師 〜The Next Dragon〜 武術之少年行                      | 郭楠                       | 友情出演            |
| 2009   | 流浪漢世界盃/影音使團                                      | 林世榮                     |                     |
| 2010   | 愛情維修站                                                 | 楊卓                       |                     |
| 2012   | 懸紅                                                       | 葉安                       |                     |
| 2013   | グランド・マスター 一代宗師                                | 馬三（マーサン）           |                     |
| 2013   | 非常幸運                                                   | Thomas                     | 友情出演            |
| 2014   | ゴッド・ギャンブラー レジェンド 賭城風雲                   | 鬼眼                       |                     |
| 2014   | ライズ・オブ・ザ・レジェンド 〜炎虎乱舞〜 黃飛鴻之英雄有夢 | 北海幫少主                 |                     |
| 2014   | 榮譽至上                                                   | 唐傲                       | 特別出演            |
| 2014   | 亂世護寶                                                   | 唐傲                       |                     |
| 2014   | 少年當自強                                                 | 唐傲                       |                     |
| 2015   | ドラゴン×マッハ! 殺破狼2                                   | 刑務所の所長（高晉）       |                     |
| 2015   | イップ・マン 継承 葉問3                                    | チョン・ティンチ（張天志） |                     |
| 2017   | 毒。誡（どくのいましめ） 毒。誡                            | 貓仔                       | 特別出演            |
| 2017   | 狂獣 欲望の海域 狂獸                                       | 西狗（サイガウ）           |                     |
| 2018   | パシフィック・リム: アップライジング Pacific Rim: Uprising | チュアン司令官             |                     |
| 2018   | イップ・マン外伝 マスターZ 葉問外傳：張天志                | チョン・ティンチ（張天志） |                     |
| 2019   | 大脱出3 Escape Plan: The Extractors                        | シェン・ロー（羅沈）       |                     |
| 2019   | 無敵のドラゴン 九龍不敗                                    | ガウ・ロン（九龍）         |                     |
| 2022   | ウルフパック 狼群 狼群                                     |                            |                     |
| 2024   | The Wild Blade of Strangers 異境の狂刃（陌路狂刀）         | Tian An Ye                 |                     |
| 未定   | 十噸刺客                                                   |                            | ※クランクアップ済み |

## スタッフ作品
スタントダブル
- グリーン・デスティニー 臥虎藏龍（1999年）
- HERO 英雄（2001年）

武術指導
- チャーリーズ・エンジェル フルスロットル Charlie's Angels: Full Throttle（2003年）
- デアデビル Daredevil（2003年）

## 主な受賞
- 2014年
  - 第33回香港電影金像奨 助演男優賞『グランド・マスター』